# Bidart (barca)
A Bidart foi uma barca francesa. No contexto da Primeira Guerra Mundial naufragou na costa da ilha das Flores, nos Açores.

## História
Na madrugada do dia 25 de maio de 1915, pelas 4h30, a barca francesa Bidart, de três mastros, sob o comando do capitão Jacques Blondel, aproximou-se de uma zona de rebentação na costa da ilha das Flores. Transportava minério de níquel com o valor declarado de 500 mil francos desde a Nova Caledónia, um arquipélago francês na Oceânia.
Por entre a neblina matinal, diante das condições adversas de mar e vento, não foi possível evitar que a barca viesse a ficar encalhada no canto do areal, junto aos rochedos do lugar da Cachoeira, na freguesia da Fajã Grande, a cerca de 50 metros de terra. Na ocasião o seu casco partiu-se em dois, vindo a afundar até ao castelo de popa, a cerca de 8 metros de profundidade.
Apenas 14 tripulantes se salvaram, entre os quais alguns feridos em maior ou menor grau. Assim que foram recolhidos, os náufragos foram agasalhados e tratados pela população da freguesia. O médico de Santa Cruz das Flores procedeu aos primeiros socorros, fazendo embarcar os feridos mais graves para o hospital da vila de Santa Cruz, no dia seguinte, assim que as condições do mar o permitiram.
Por iniciativa do vice-vigário da freguesia, reverendo Caetano Bernardo de Sousa, fez-se o sepultamento dos cadáveres com toda a solenidade, com a presença de todo o povo da freguesia. Os sobreviventes embarcaram para Lisboa, a bordo do paquete Funchal, com escala em Angra do Heroísmo a 15 de junho de 1915. Os salvados da barca e da carga foram avaliados em cerca de 300 mil francos, e arrematados por José Azevedo da Silveira por 210$000 réis, no dia 29 de maio.